# Brno
Brno (în cehă Brno, în germană Brünn) este cel de-al doilea oraș ca mărime din Cehia. Vila Tugendhat din Brno a fost înscrisă în 2001 pe lista patrimoniului cultural mondial UNESCO.

## Geografie
Brno este situat în sud-estul țării, la confluența râurilor Svitava și Svratka. Orașul este cel mai important loc din punct de vedere politic și cultural al regiunii Moravia de Sud (pop: 1,3 milioane). În același timp, reprezintă și centrul provinciei Moravia, una dintre regiunile istorice ale Coroanei Cehe. Este situat la o răspântie a unor vechi drumuri comerciale care au unit civilizațiile din nordul și sudul Europei vreme de veacuri. Mulțumită situării sale, între Înălțimile Boemio-Moravice și câmpiile Moraviei de sud, Brno are parte de o climă moderată și plăcută.

## Etimologia numelui
Etimologia numelui nu este clară, cel mai probabil fiind dintr-un cuvânt vechi slavic, brnie (noroi) sau brniti (a fortifica). Explicații alternative fiind dintr-o limbă celtică, vorbită în regiune înainte de venirea slavilor și germanilor. Dacă această explicație este adevărată, atunci ar putea să însemne deal, fiind înrudit cu galezul bryn.

## Istorie

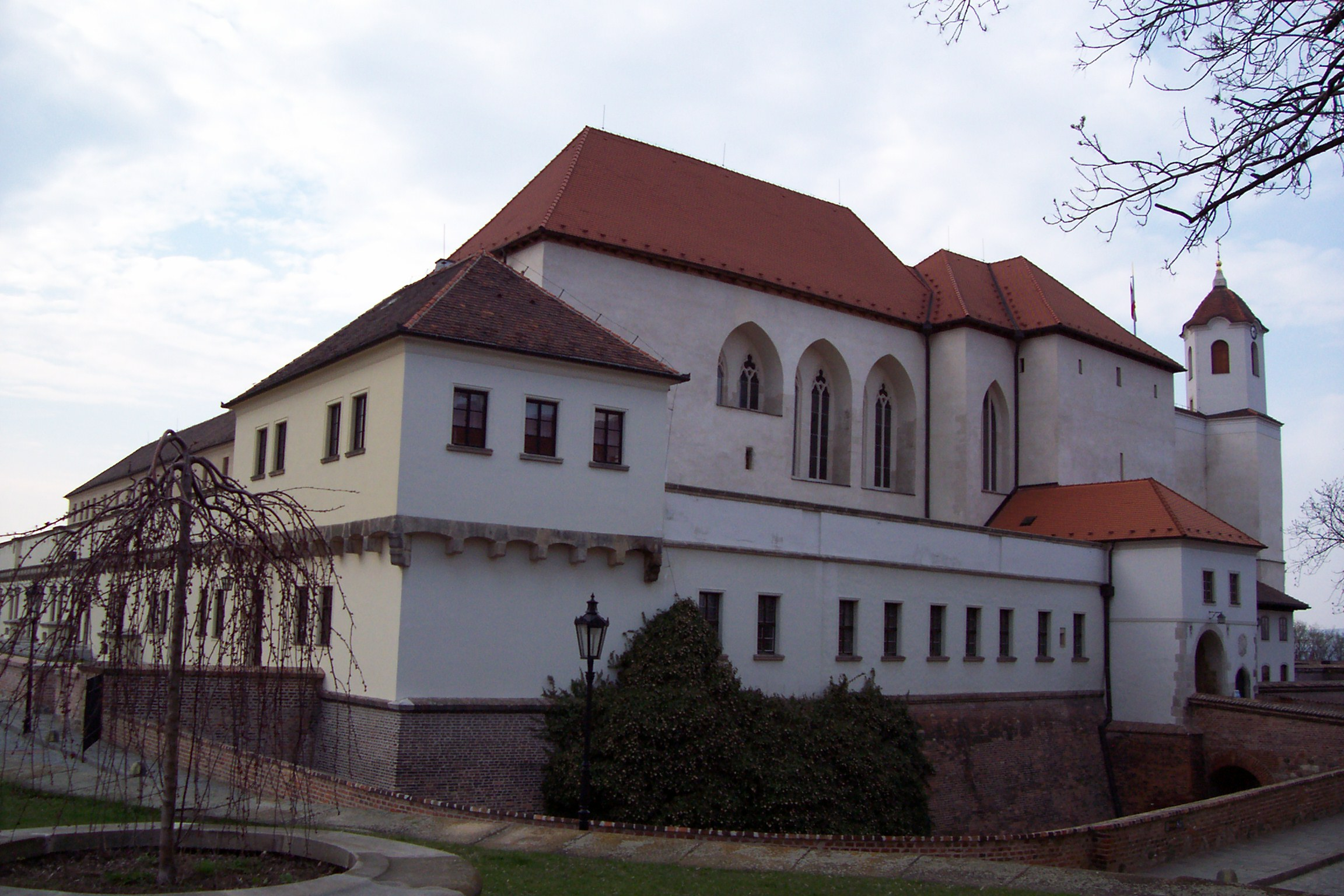
Castelul Špilberk din Brno

Brno a fost numit oraș în 1243 de Václav I al Boemiei, dar zona a fost locuită din secolul V. Începând cu secolul XI, castelul dinastiei conducătoare, Přemyslovci, se află în Brno, fiind reședința prinților. În secolul XIV, Brno a fost unul dintre centrele adunărilor regionale morave. În timpul Războaielor Husite, orașul a rămas credincios regelui Sigismund, husiții având două încercări eșuate de a cuceri orașul.
În timpul războiului de treizeci de ani, între 1643 și 1645, Brno a fost singurul oraș care s-a apărat cu succes de atacurile suedeze, permițând Imperiului Austriac să își reorganizeze armatele și să îi respingă pe suedezi. În 1742, prusacii au avut o încercare eșuată să cucerească orașul.
În timpul revoluției industriale, orașul a fost unul dintre centrele industriale cele mai importante din Moravia, ceea ce a dus la crearea unor suburbii în afara zidurilor orașului. În timpul primei republici Cehoslovace (1918-1938), în Brno s-a înființat universitatea Masaryk.
Orașul a suferit distrugeri importante în al Doilea Război Mondial, mulți cehi fiind executați de naziști. După război, toți locuitorii germani (aprox. 40.000), Brünner-Deutsche, au fost forțați să meargă spre granița cu Austria, mulți murind pe drum (Brünner Todesmarsch, Marșul morții din Brünn). Comuniștii au venit la putere în 1948, era comunistă fiind sfârșită în 1989, cu Revoluția de Catifea.

### Militari români căzuți în lupte
La Brno sunt înhumați 1.569 militari români căzuți în luptele pentru eliberarea Cehiei și Slovaciei.

## Personalități legate de Brno
- Eugen von Böhm-Bawerk, economist
- Radúz Činčera, scenarist și regizor
- Kurt Gödel, matematician
- František Halas, poet, eseist și traducător
- Bohumil Hrabal, scriitor
- Leoš Janáček, compozitor
- Viktor Kaplan, inginer și inventatorul turbinei Kaplan
- Erich Wolfgang Korngold, compozitor
- Milan Kundera, scriitor
- Jan Kotěra, arhitect
- Adolf Loos, arhitect
- Ernst Mach, fizician și filozof
- Gregor Mendel, fondatorul geneticii
- Vinoš Sofka, muzeolog
- Lucie Šafářová, jucătoare de tenis
- Pavel Tichý, logician și filozof
- Heinrich Wawra von Fernsee, botanist și medic
- Ernst Weiss, scriitor
- Rudolf Wlassak, neurolog

## Istorie demografică
| Brno: evoluția demografică între și 1990 |      |       |       |        |         |         |         |         |         |         |         |
| '                                        | 1389 | 1645  | 1850  | 1900   | 1919    | 1925    | 1937    | 1940    | 1950    | 1970    | 1990    |
| 2000                                     | 2011 | 8,400 | 4,500 | 49,460 | 138,000 | 221,545 | 242,401 | 289,326 | 238,204 | 284,670 | 335,701 |

## Relații internaționale

### Orașe înfrățite
Brno este oraș înfrățit cu următoarele localități urbane din alte țări:
| - Dallas, Texas, Statele Unite - Kaunas, Lituania. - Kharkiv, Ucraina. - Leeds, Regatul Unit. | - Leipzig, Germania. - Poznań, Polonia. - Rennes, Franța. - Sankt Pölten, Austria. | - Stuttgart, Germania. - Utrecht, Țările de Jos. - Viena, Austria. - Voronezh, Rusia. |

## Personalități născute aici
- Nataša Gollová (1912 - 1988), actriță;
- Hugo Haas (1901 – 1968), actor și regizor;
- Petr Fiala (n. 1964), om politic, fost premier.

## Galerie de imagini

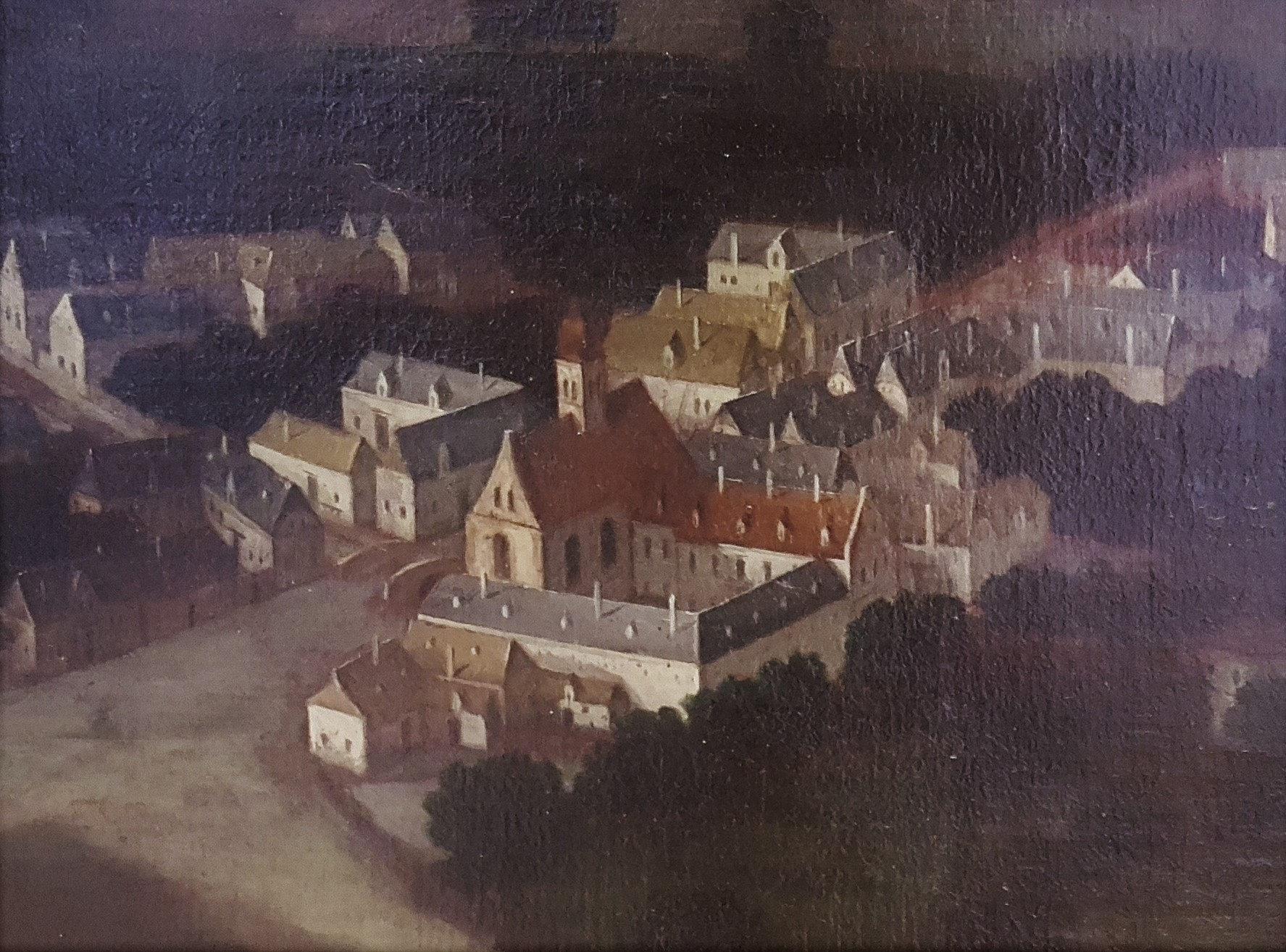
Biserica „Sf. Procopie și Oldřich” (1675)
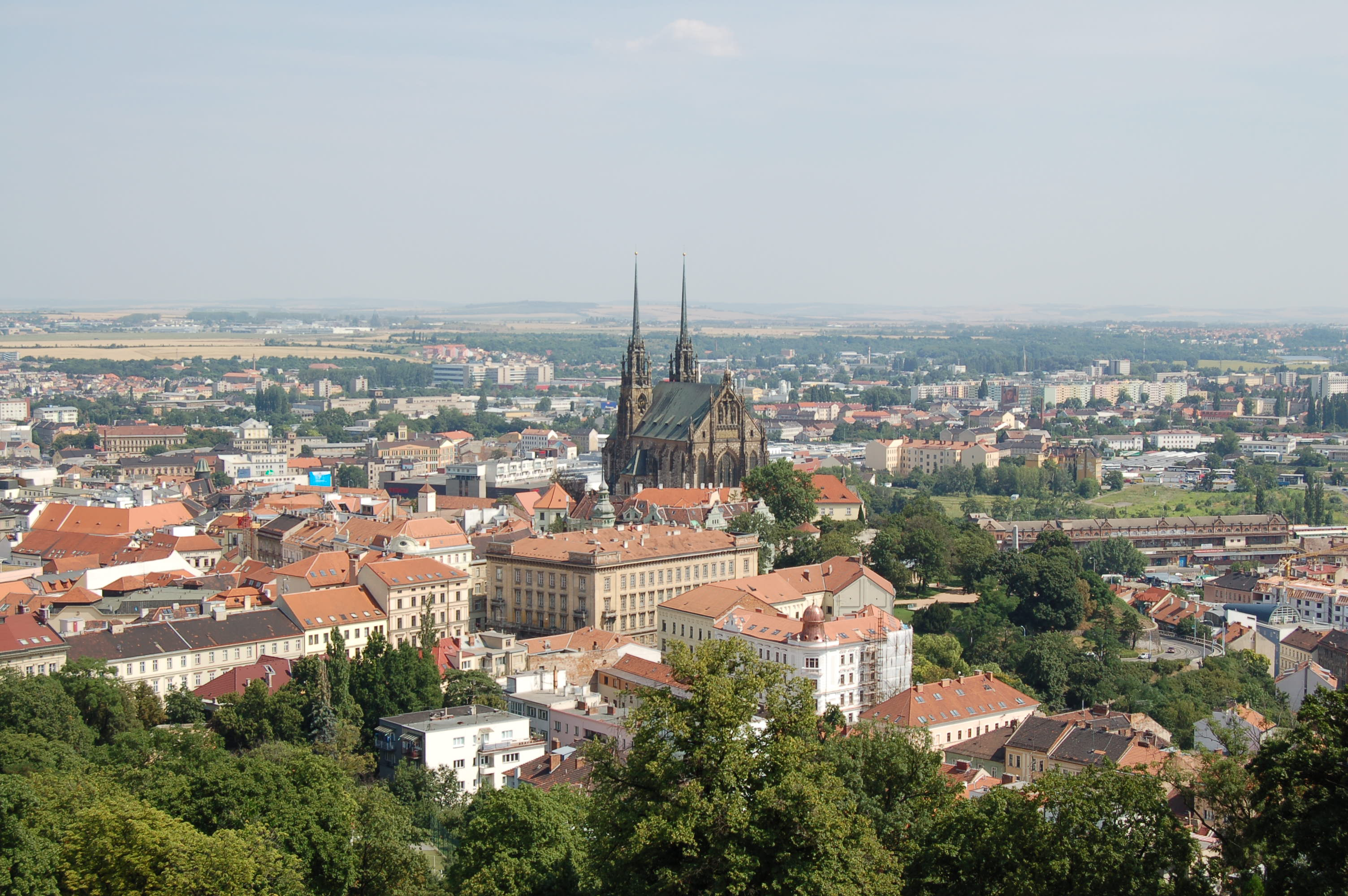
Vedere de pe castelul Spilberk
Catedrala Petrov
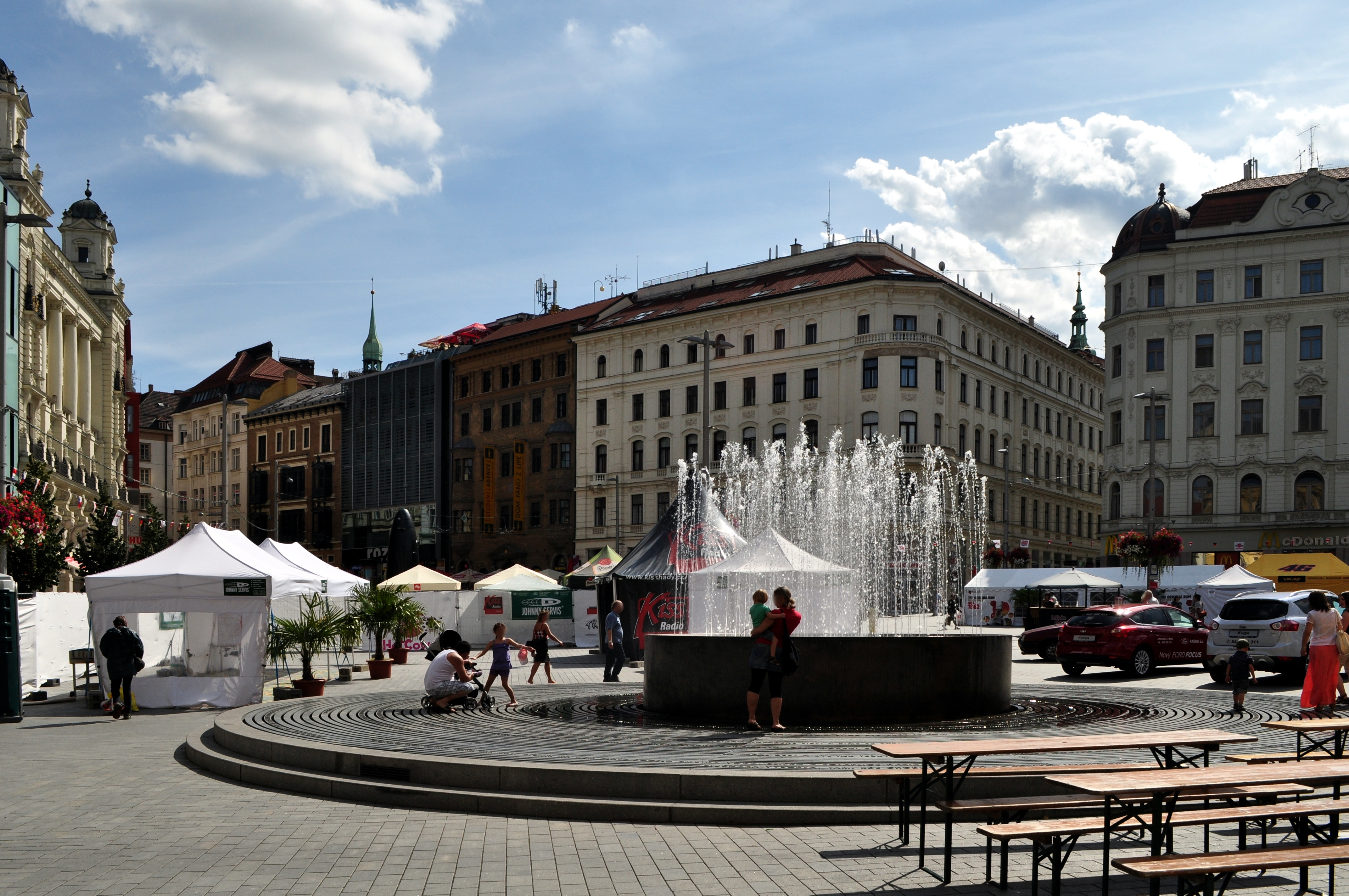
Piața Libertății, care fusese cândva piața principală
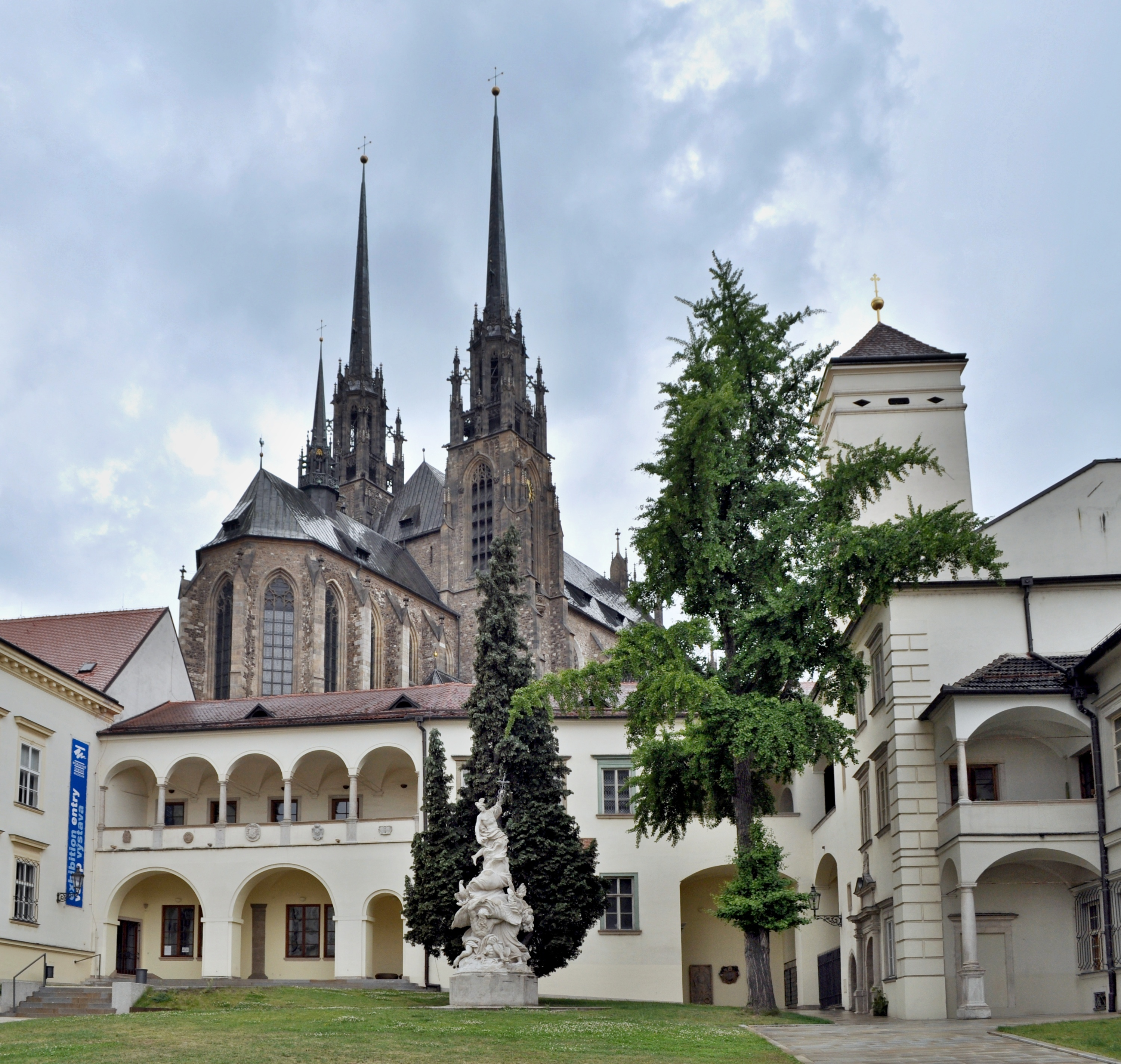
Vedere dinspre Palatul Episcopului înspre catedrală
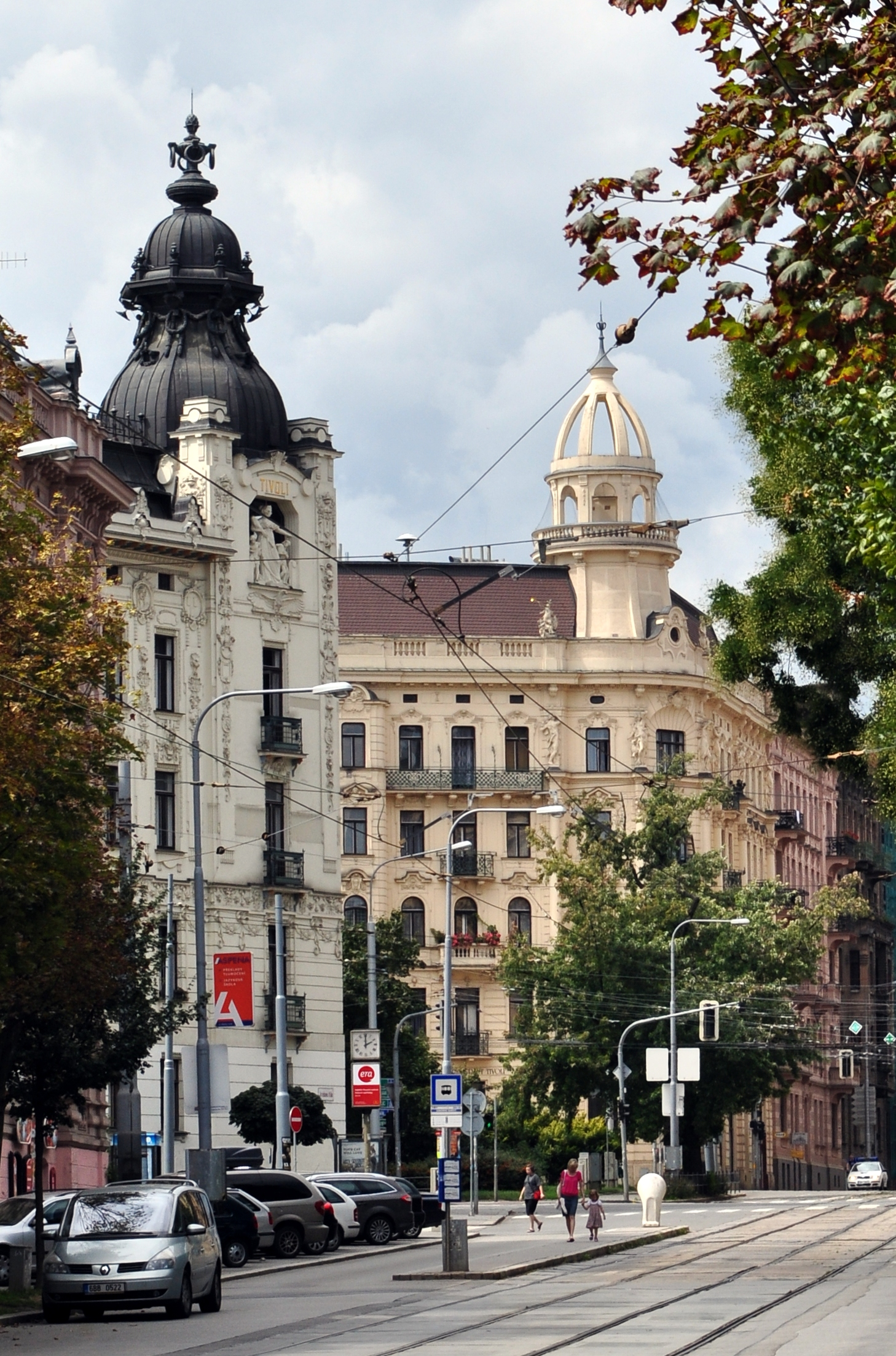
Tivoli
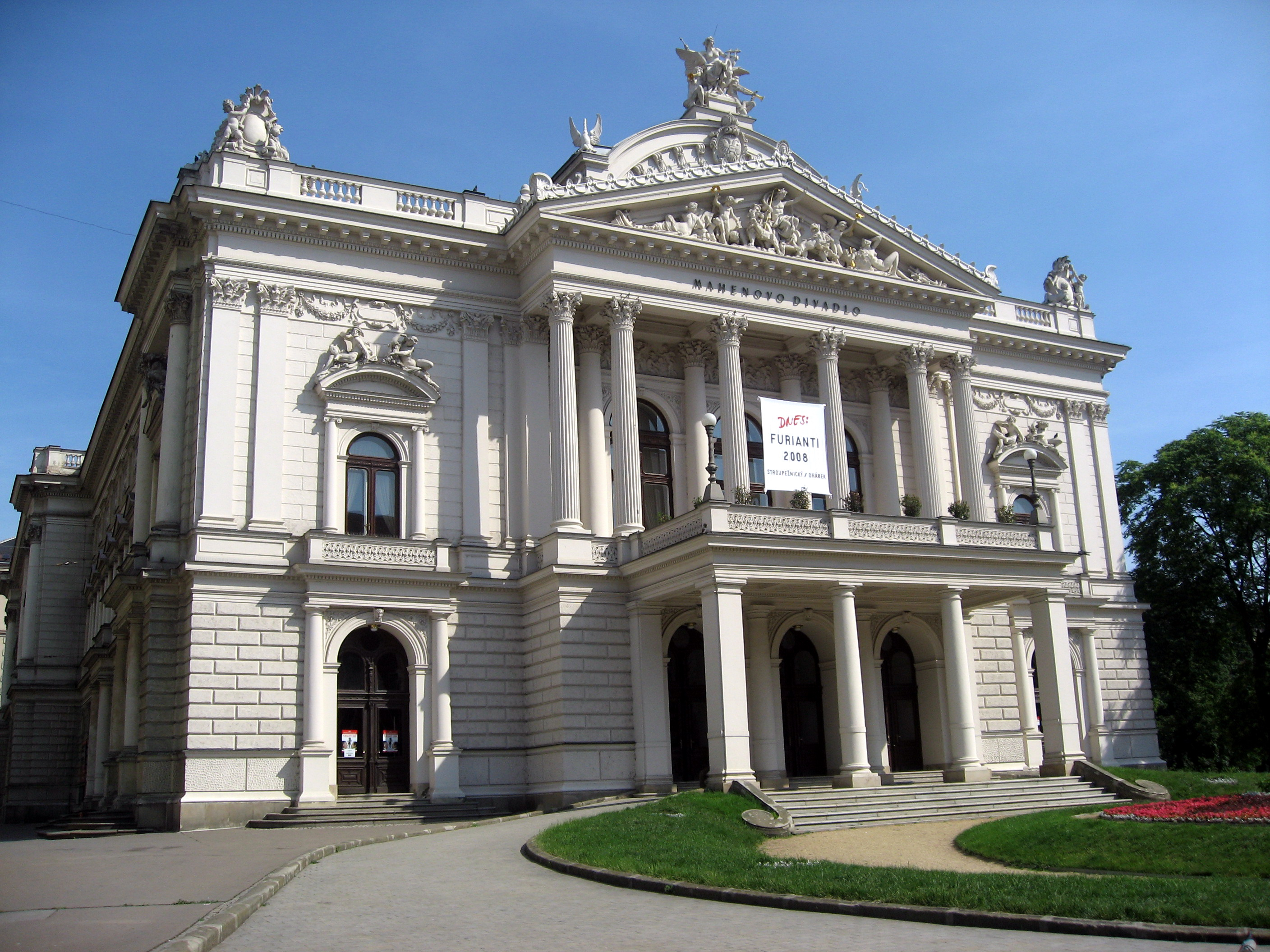
Teatrul Mahen
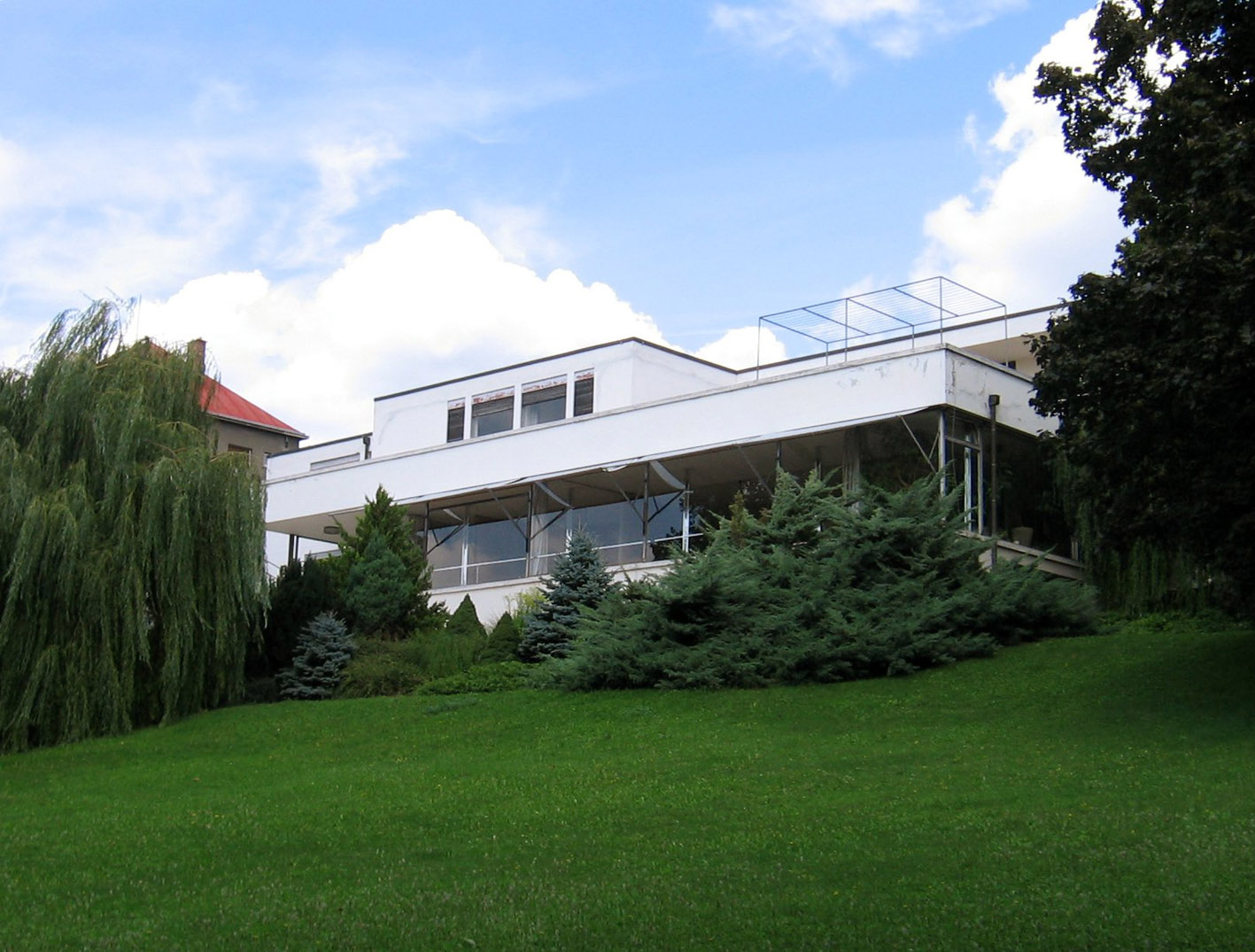
Vila Tugendhat
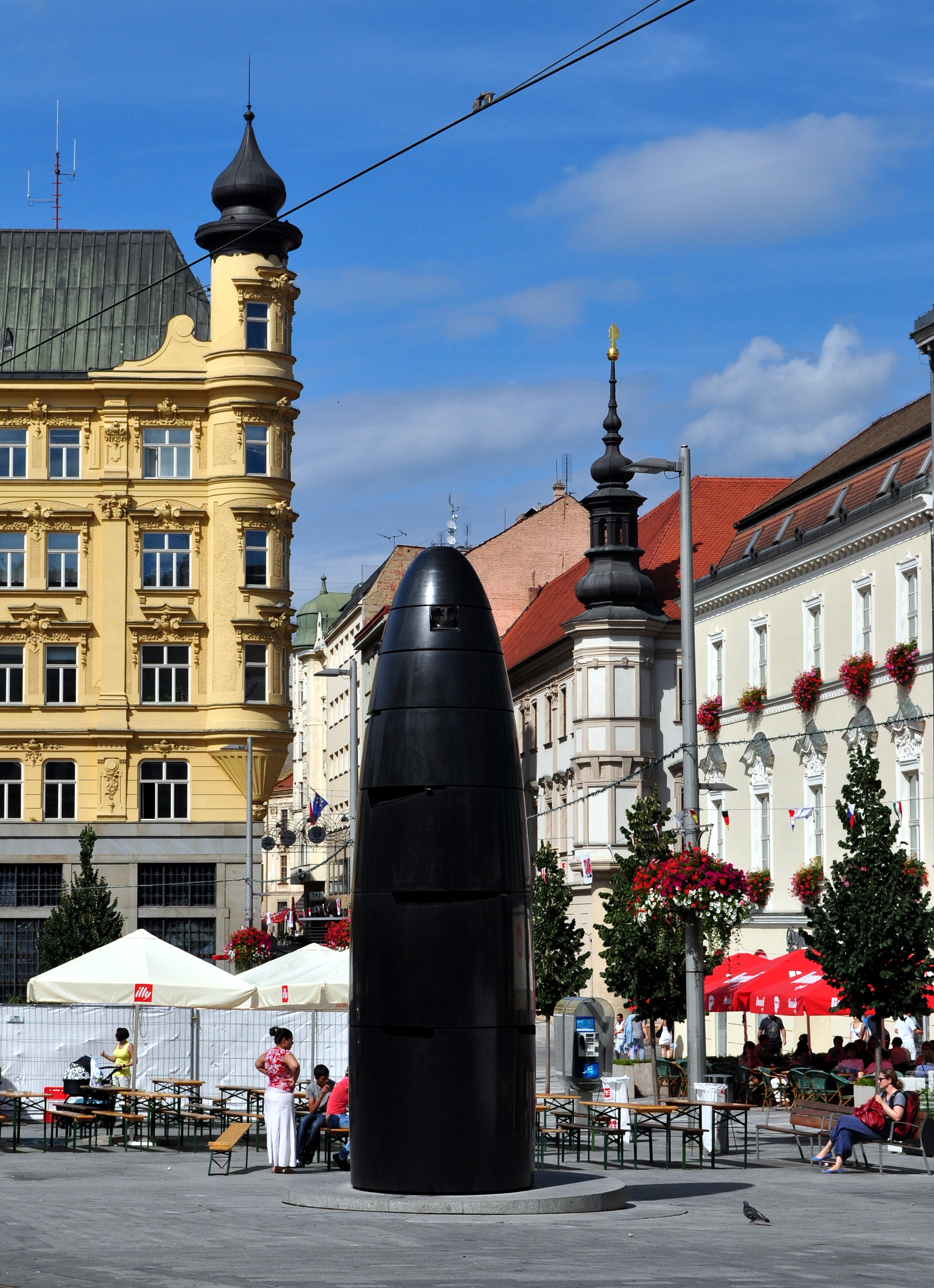
Ceasul astronomic din Brno
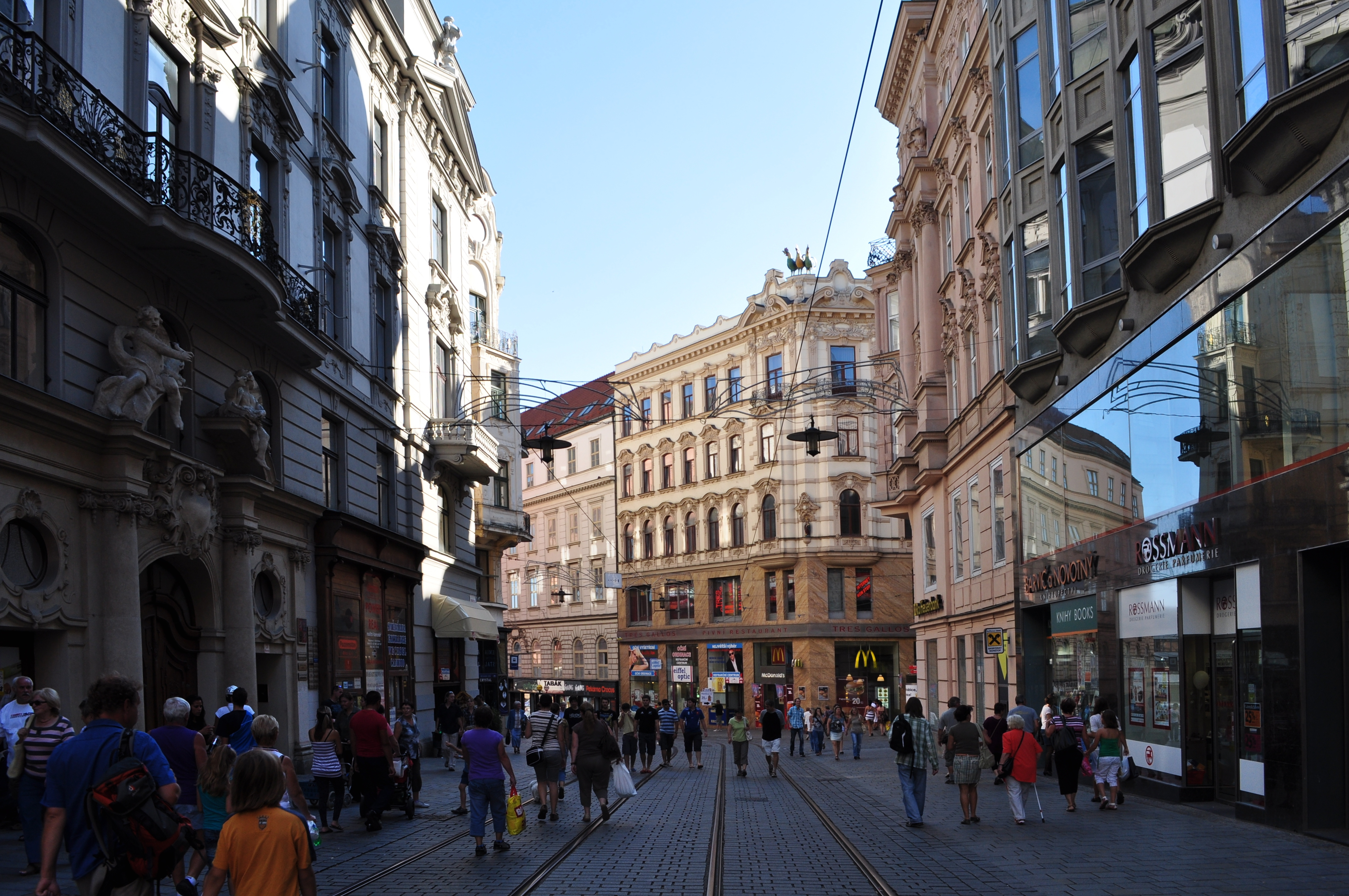
Strada Masarykova
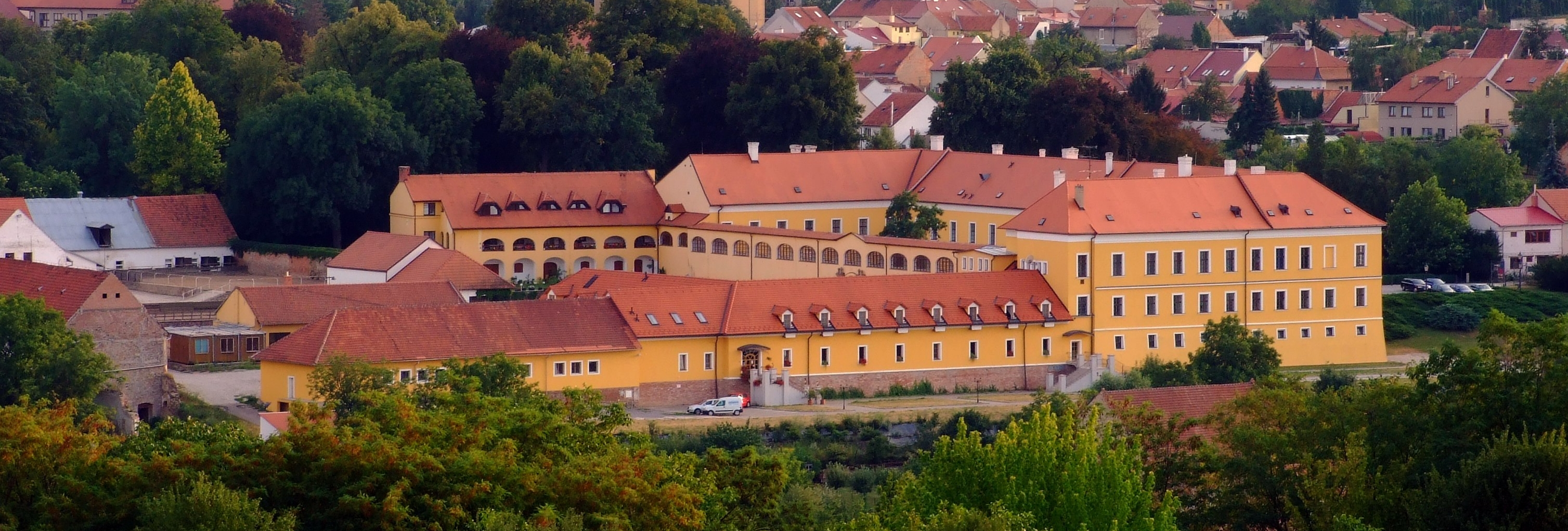
Castelul Líšeň
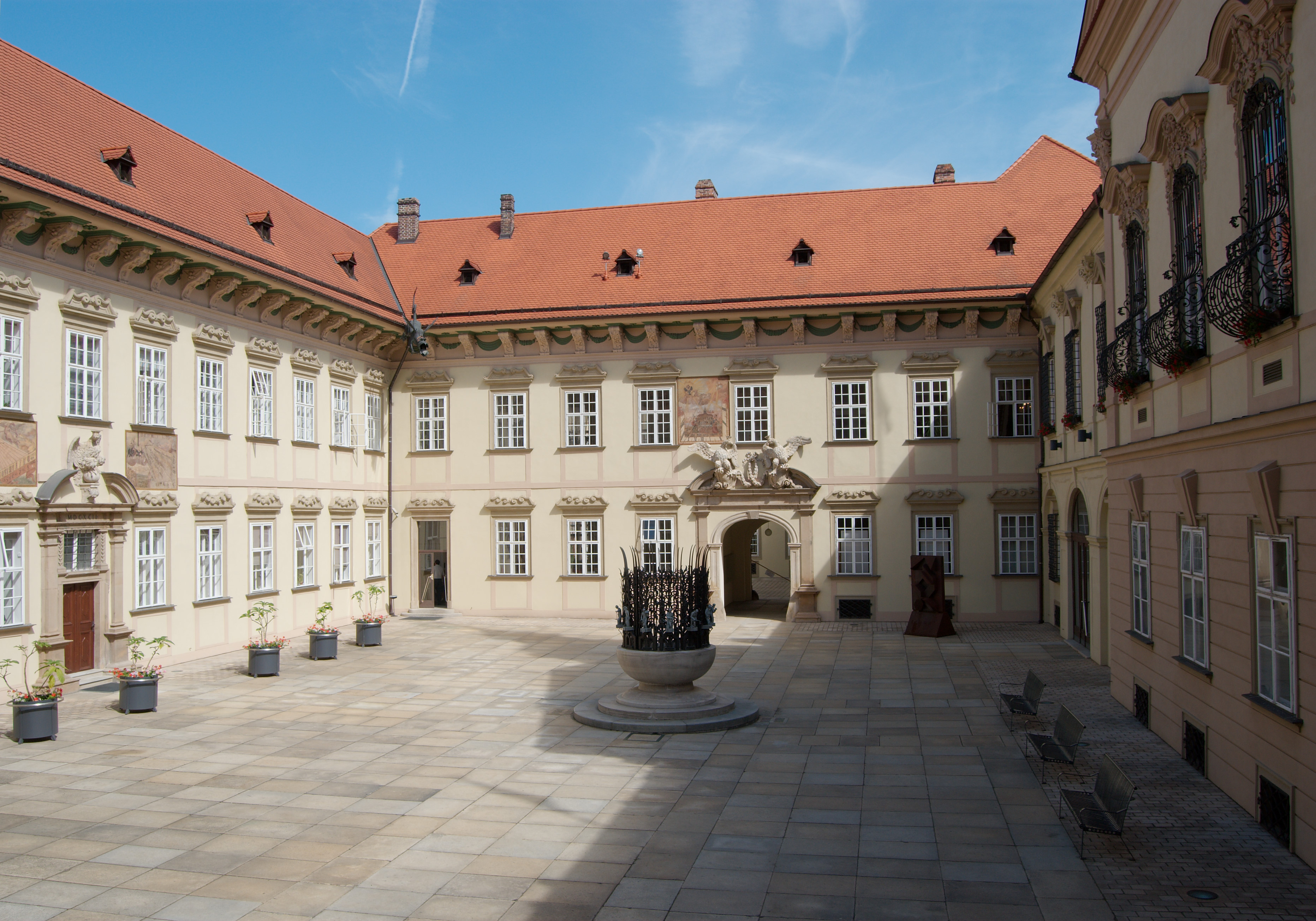
Noua primărie
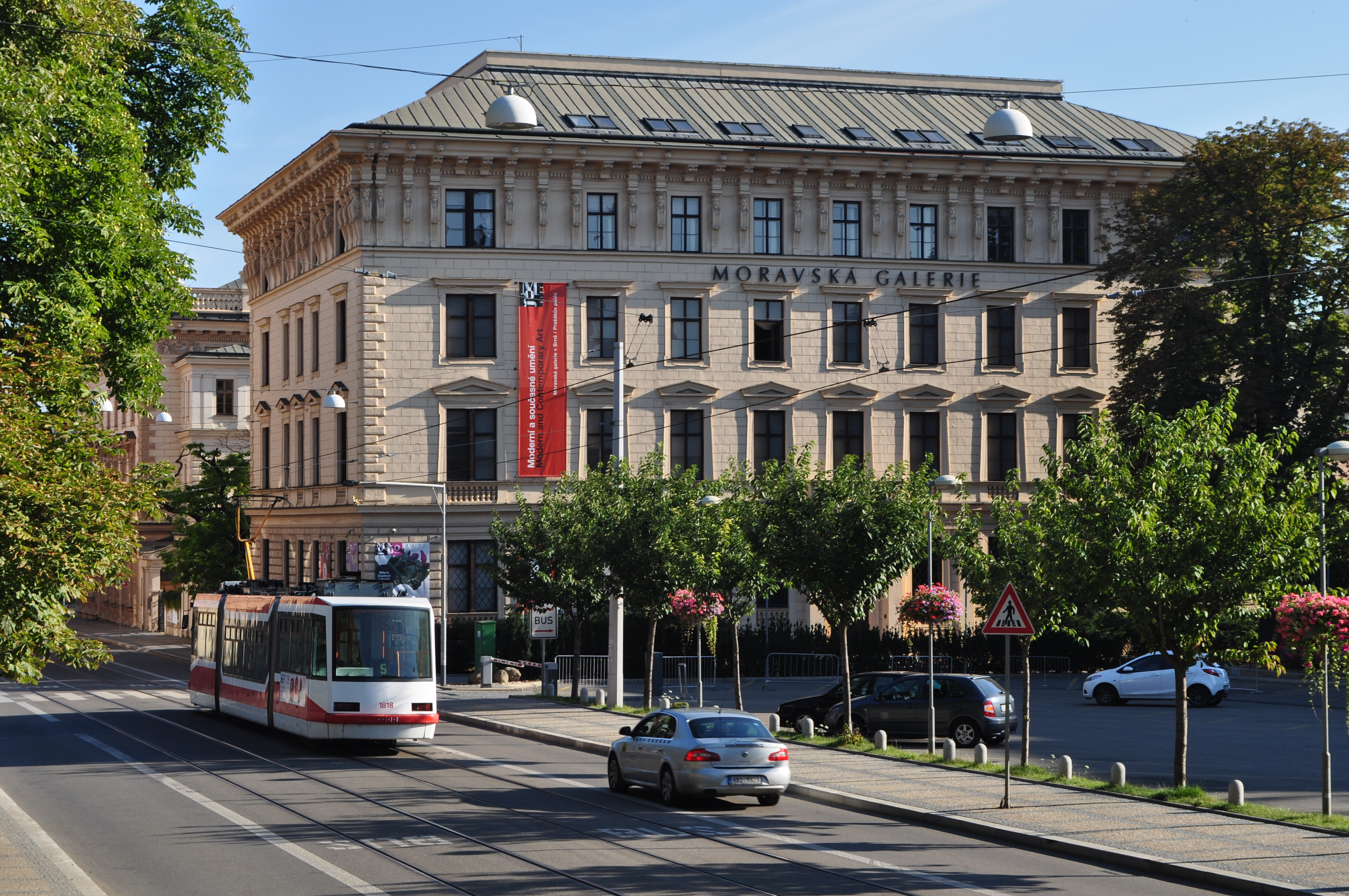
Moravian Gallery - Palatul Pražák
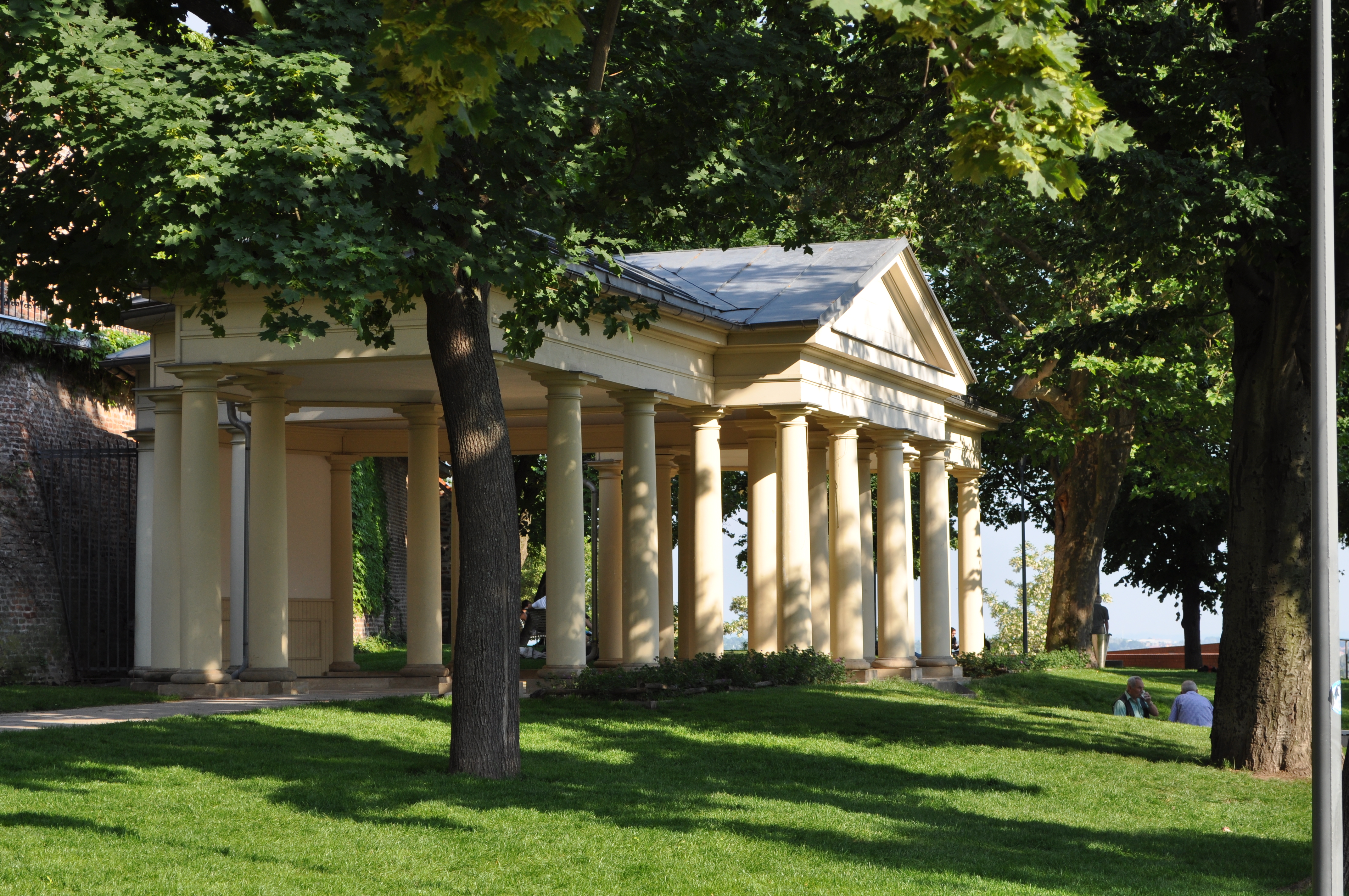
Grădinile Denis
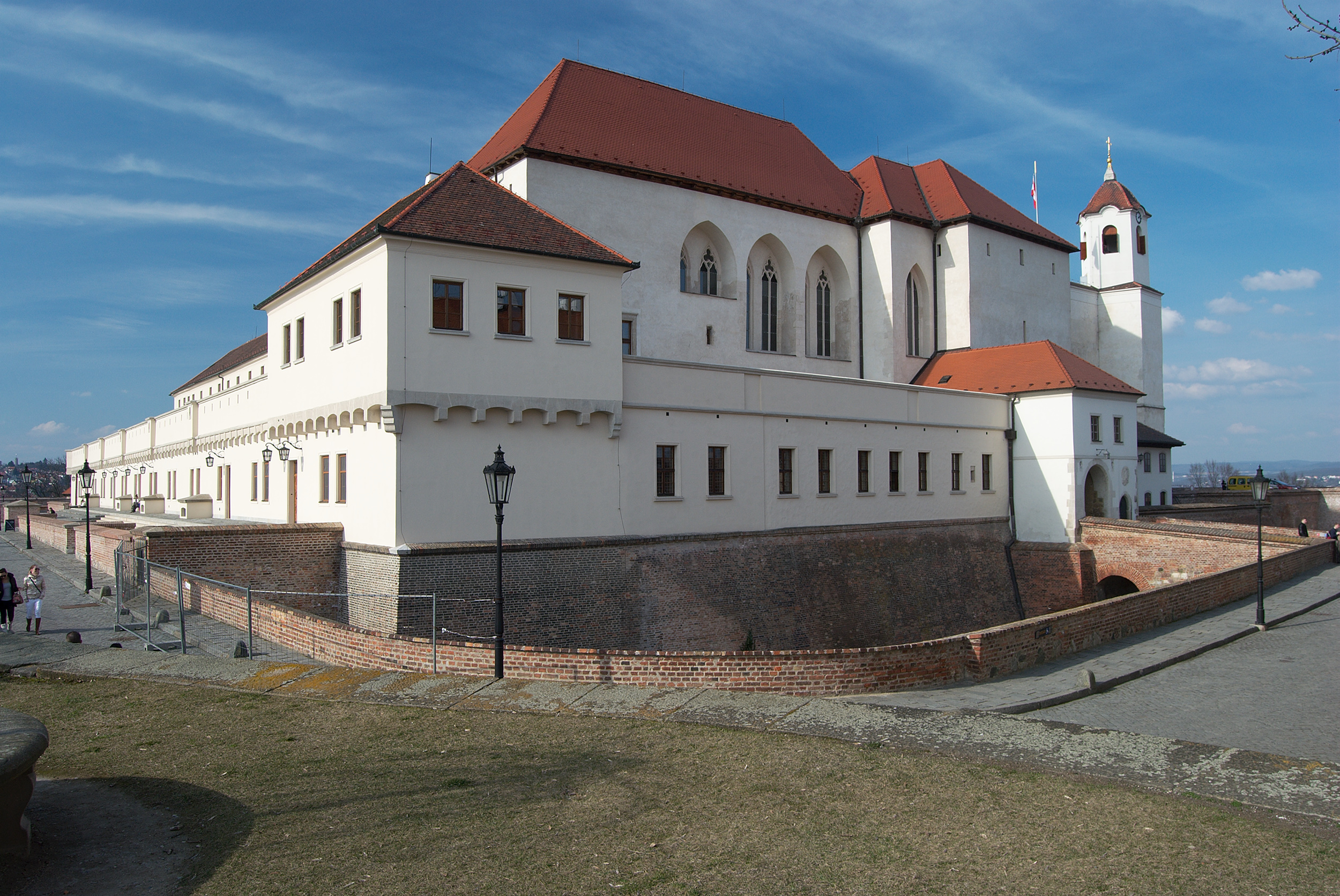
Castelul Špilberk
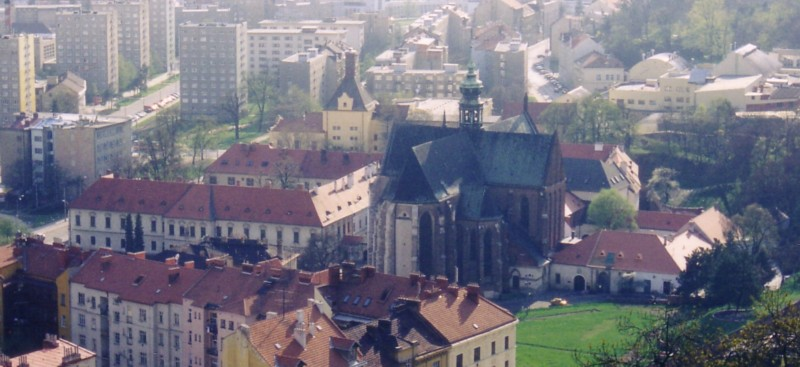
Mănăstirea Augustiniană a Sfântului Toma, Brno